# FREE STYLE (EPOのアルバム)
『FREE STYLE』（フリー スタイル） は、EPOの10枚目のスタジオ・アルバム。1988年8月21日に発売された。発売元は Dear Heart / MIDI。

## 概要
レコーディングは東京とロンドンにて行われた。1曲を除いて編曲は、ロンドン在住(当時)のキーボーディストでプロデューサー、ソングライターのDanny Schoggerが担当している。
M-2「ル・パ・ラ」は薬師丸ひろ子のアルバム『Sincerely Yours』提供曲のセルフカバー、M-8「YOU'RE MY SPECIAL」は鈴木さえ子のアルバム『STUDIO ROMANTIC』(スタジオ・ロマンチスト) 収録曲のカバー。
本作の収録曲から中心に選曲され、同年末に東京厚生年金会館で開催されたコンサートの音源を収録したライブ・アルバム『sparks』が翌年3月に発売された。
EPO本人は本作について「あまり飾らない言葉で、しかもたくさんのことがみんなに伝えられたらいいなというのがこのアルバムのコンセプト」とコメントを残している。

## 批評
タワーレコードの商品ページでは、「EPOは1988年にロンドンに移住し、本格派アーティストとしての道を歩み始める。これまでのスポーティで活発なイメージから、年齢と共にしっとり愁いを帯びた曲調に転進して行った。本作はそういった状況の中で制作され、多くの名曲が生まれた彼女のターニング・ポイントとなる作品」と評されている。

## 収録曲

### LP・CT
| 全編曲: Danny Schogger。 |                    |                             |           |       |
| #                        | タイトル           | 作詞                        | 作曲      | 時間  |
| 1.                       | 「FREESTYLE」      | EPO                         | EPO       | 5:06  |
| 2.                       | 「ル・パ・ラ」     | EPO                         | EPO       | 4:20  |
| 3.                       | 「夏の約束」       | Linda Taylor (日本語詞:EPO) | EPO       | 4:38  |
| 4.                       | 「I CAN'T LET GO」 | Linda Taylor                | EPO       | 4:49  |
| 5.                       | 「きゅんと」       | EPO                         | EPO       | 4:39  |
| 合計時間:                | 合計時間:          | 合計時間:                   | 合計時間: | 23:32 |

| 全編曲: Danny Schogger (特記以外)。 |                                      |                             |            |       |
| #                                   | タイトル                             | 作詞                        | 作曲       | 時間  |
| 1.                                  | 「42nd. XX」                         | EPO                         | EPO        | 3:39  |
| 2.                                  | 「トラバーユ」                       | EPO                         | EPO        | 3:50  |
| 3.                                  | 「YOU'RE MY SPECIAL」(編曲:村松邦男) | 大貫妙子                    | 鈴木さえ子 | 4:33  |
| 4.                                  | 「小さなKISS」                       | EPO                         | EPO        | 4:27  |
| 5.                                  | 「眠くなるお茶 (Sleepy Time Tea)」   | EPO                         | EPO        | 3:12  |
| 6.                                  | 「PROMISES」                         | Linda Taylor (日本語詞:EPO) | EPO        | 4:38  |
| 合計時間:                           | 合計時間:                            | 合計時間:                   | 合計時間:  | 24:19 |

### CD
| 全編曲: Danny Schogger (特記以外)。 |                                      |                             |            |       |
| #                                   | タイトル                             | 作詞                        | 作曲       | 時間  |
| 1.                                  | 「FREESTYLE」                        | EPO                         | EPO        | 5:06  |
| 2.                                  | 「ル・パ・ラ」                       | EPO                         | EPO        | 4:20  |
| 3.                                  | 「夏の約束」                         | Linda Taylor (日本語詞:EPO) | EPO        | 4:38  |
| 4.                                  | 「I CAN'T LET GO」                   | Linda Taylor                | EPO        | 4:49  |
| 5.                                  | 「きゅんと」                         | EPO                         | EPO        | 4:39  |
| 6.                                  | 「42nd. XX」                         | EPO                         | EPO        | 3:39  |
| 7.                                  | 「トラバーユ」                       | EPO                         | EPO        | 3:50  |
| 8.                                  | 「YOU'RE MY SPECIAL」(編曲:村松邦男) | 大貫妙子                    | 鈴木さえ子 | 4:33  |
| 9.                                  | 「小さなKISS」                       | EPO                         | EPO        | 4:27  |
| 10.                                 | 「眠くなるお茶 (Sleepy Time Tea)」   | EPO                         | EPO        | 3:12  |
| 11.                                 | 「PROMISES」                         | Linda Taylor (日本語詞:EPO) | EPO        | 4:38  |
| 合計時間:                           | 合計時間:                            | 合計時間:                   | 合計時間:  | 47:51 |

## 発売履歴
| 地域 | リリース日    | レーベル          | 規格     | 規格品番  | 備考   |
| ---- | ------------- | ----------------- | -------- | --------- | ------ |
| 日本 | 1988年8月21日 | Dear Heart / MIDI | 30cmLP   | MIL-1041  |        |
| 日本 | 1988年8月21日 | Dear Heart / MIDI | カセット | MIT-1041  |        |
| 日本 | 1988年8月21日 | Dear Heart / MIDI | 12cmCD   | 32MD-1041 |        |
| 日本 | 1993年3月1日  | Dear Heart / MIDI | 12cmCD   | MDCL-1041 | 再発盤 |

## 参考資料
- オリコン・マーケティング・プロモーション『ALBUM CHART-BOOK COMPLETE EDITION 1970-2005』オリコン・エンタテインメント、2006年4月25日。ISBN 978-4-87131-077-2。 NCID BA78143746。